# Baldassare Galuppi
Baldassare Galuppi, zwany Il Buranello (ur. 18 października 1706 na wyspie Burano, zm. 3 stycznia 1785 w Wenecji) – włoski (wenecki) kompozytor późnego baroku.

## Życiorys
Urodził się na wyspie Burano na weneckiej lagunie, dlatego nazywano go często Il Buranello. Jego pierwszą operą była La fede nell’incostanza ossia gli amici rivali (1722), która została wygwizdana. Następnie Galuppi został uczniem Antonio Lottiego i po krótkim pobycie we Florencji, gdzie pracował jako klawesynista, powrócił do Wenecji. W 1729 zaprezentował w Teatro di San Samuele operę seria Dorinda, która odniosła sukces.
W roku 1740 został dyrektorem muzyki w Ospedale dei Mendicanti, a od 1748 pracował w bazylice św. Marka jako maestro di cappella. W latach 1741–1743 przebywał w Londynie, a w latach 1765-1768 Katarzyna Wielka zatrudniała go w Petersburgu. Większość życia Galuppi spędził jednak w rodzimej Wenecji.
Galuppi uprawiał nowy gatunek opery – operę komiczną (opera buffa). Pierwszym dziełem tego gatunku, jakie stworzył, była L’Arcadia in Brenta (1749), napisana do libretta Carla Goldoniego (współpracę z nim rozpoczął już w 1740 operą seria Gustavo Primo Re di Svezia). We współpracy z Goldonim powstała też m.in. sławna opera Filozof wiejski (Il filosofo di Campagna – 1754). Galuppi pisał także opery do librett Pietra Metastasia. W kolejnych operach – L’amante di tutte (1760) i I tre amanti ridicoli (1761) – Galuppi wykorzystywał libretta swojego syna Antonia, który ten pisał pod pseudonimem A. Liteo.
Poza operami Galuppi tworzył również utwory instrumentalne (sonaty i koncerty klawesynowe), a także wokalne, jak m.in. koncerty chóralne dla kościoła prawosławnego (pisane do rosyjskich tekstów).